# Tore Karlsson (fotbollsspelare)
Tore Evert Karlsson, född 22 april 1913, död 19 juli 1996 i Lundby församling, var en svensk fotbollsspelare (centerforward) som spelade nio allsvenska matcher för Gais (2 mål) säsongerna 1936/1937–1937/1938, och därefter en säsong för Halmstads BK i division II.
Karlsson kom våren 1937, tillsammans med Helmer Lundgren, till Gais från Lundby IF i division III, där han var kedjeledare och en stor målgörare, men höll inte måttet i allsvenskan, utan ansågs för tung och långsam. Han spelade sammanlagt bara 9 matcher för Gais, varav 8 matcher och två mål säsongen 1937/1938, då Gais åkte ur allsvenskan. Våren 1938 släpptes han av klubben och gick då till Halmstads BK, där han spelade säsongen 1938/1939. Han återvände sedan till Lundby.
Karlsson är begraven på Lundby gamla kyrkogård.